# Онікс

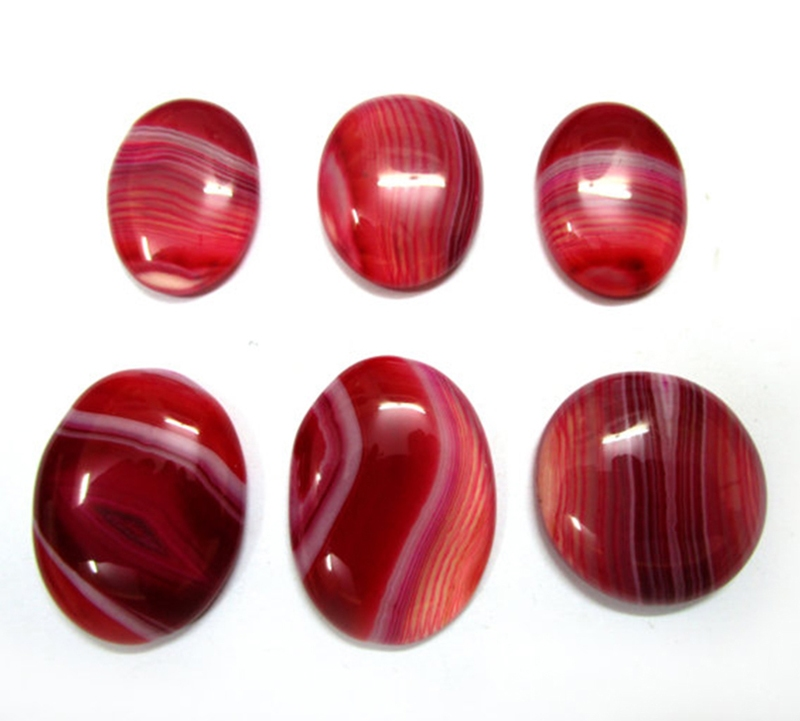
Онікс

Онікс (дав.-гр. ὄνυξ — ніготь) — мінерал класу силікатів, різновид халцедону — халцедоновий волокнистий різновид кварцу — SiO2. Цим ім'ям також називають агат, проте вони відрізняються формою смуг: агат має криволінійні смуги, а онікс — паралельні.

## Загальні відомості
Містить (%): SiO2 — 98-100; Fe2O3 — 0-2.

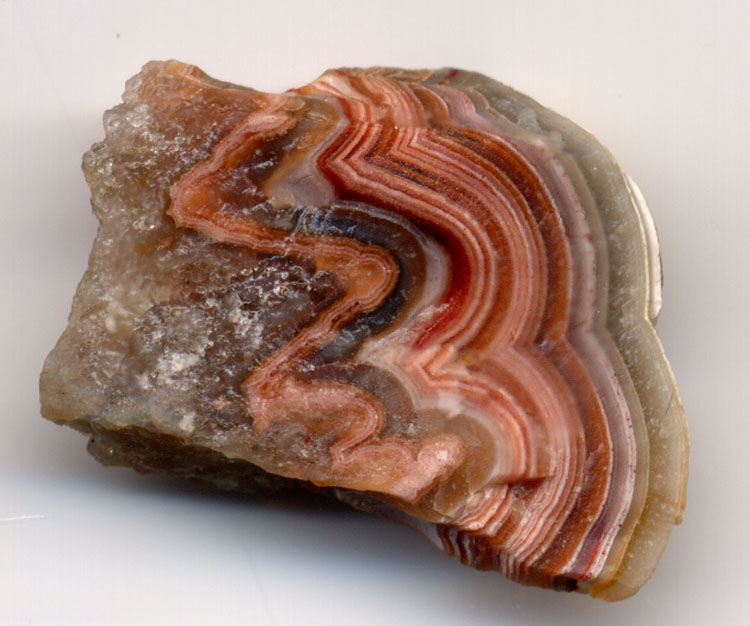
Кальцитовий онікс у розрізі

Онікс має тригональну сингонію, трапецоедричний вид. Його твердість складає 6.5–7, а густина — 2.55–2.70. Блиск скляний. Злам раковистий. Розчиняється тільки у плавиковій кислоті. Піддається дії лугів.
Зустрічається у розсипах, у вигляді натічних форм, які заповнюють порожнини. Утворює суцільні маси, лінзовидні окремості. Прихованокристалічний.
Знаходиться спільно з агатом і кварцом у змінених лавах основного складу (у порожнинах цих порід). Заповнює жили пізніх стадій. Утворює крупні гальки при вивітрюванні мигдалекам'яних лав.
Родовища: Індія, Бразилія (Мінас-Жерайс), Уругвай, Алжир (г. Маскара), Узбекистан, Туркменістан. Історичною славою користувалися родовища оніксу в Стародавньому Єгипті (м. Алабастрон, т. зв. «єгипетський алебастр» Плінія Старшого) та Іранського Азербайджану («тавризький мармур»). Як виробне і декоративно-облицювальне каміння використовувався у Стародавньому Єгипті та Вавилоні. Назва — від грецьк. «онікс» — ніготь, лапа, копито (E.Theophrastus, бл. 315 р. до н. е.).

## Різновиди
Розрізняють:
- Онікс алебастровий (те саме, що онікс мармуровий),
- Онікс арабський (грубосмугастий чорно-білий різновид халцедону),
- Онікс єгипетський (О. алебастровий),
- Онікс зелений (халцедон зелений),
- Онікс каліфорнійський (смугасті сталагміти складені кальцитом або арагонітом),
- Онікс кальцитовий (масивні натічні, іноді зональносмугасті кальцити),
- Онікс мармуровий (шаруватий вапняковий накип, щільні напівпрозорі агрегати кальциту і арагоніту),
- Онікс мексиканський (О. мармуровий з Мексики, різновид вапнякового туфу з волокнистого кальциту, або кальциту із сталагмітів),
- Онікс сердоліковий (сердолік з червоними та білими смугами),
- Онікс східний (смугастий забарвлений травертин),
- Онікс чорний (ювелірна назва одноколірного, чорного та темно-сірого халцедону),
- Онікс яшмовий (шарувата яшма).